# 2MASS J16561885+2835056
2MASS J16561885+2835056 ist ein L-Zwerg im Sternbild Herkules. Er wurde 2000 von J. Davy Kirkpatrick et al. durch Analyse von Daten des Two Micron All Sky Survey (2MASS) entdeckt.